# Decision at Sundown
Decision at Sundown is een Amerikaanse western uit 1957 onder regie van Budd Boetticher. In Nederland werd de film destijds uitgebracht onder de titel Met getrokken pistolen.

## Verhaal
Bart Allison is samen met zijn maat Sam op zoek naar Tate Kimbrough, die de dood van zijn vrouw op zijn geweten heeft. Sam vindt Kimbrough in de stad Sundown, waar hij op het punt staat om te trouwen met de boerendochter Lucy. De sheriff van Sundown danst naar de pijpen van Kimbrough. Allison zint op wraak, maar dat gaat niet vanzelf.

## Rolverdeling
| Acteur                | Personage            |
| --------------------- | -------------------- |
| Randolph Scott        | Bart Allison         |
| John Carroll (acteur) | Tate Kimbrough       |
| Karen Steele          | Lucy Summerton       |
| Valerie French        | Ruby James           |
| Noah Beery jr.        | Sam                  |
| John Archer           | Dr. John Storrow     |
| Andrew Duggan         | Sheriff Swede Hansen |
| James Westerfield     | Otis                 |
| John Archer           | Charles Summerton    |
| Ray Teal              | Morley Chase         |
| Vaughn Taylor         | Mijnheer Baldwin     |
| Richard Deacon        | Dominee Zaron        |
| H.M. Wynant           | Spanish              |